# Agios Ioánnis Karousádon
Agios Ioánnis Karousádon (Agios Ioannis Karousadon) är en ort i Grekland.   Den ligger i prefekturen Nomós Kerkýras och regionen Joniska öarna, i den västra delen av landet, 400 km nordväst om huvudstaden Aten. Agios Ioánnis Karousádon ligger 31 meter över havet och antalet invånare är 213. Den ligger på ön Korfu.
Terrängen runt Agios Ioánnis Karousádon är platt västerut, men åt sydost är den kuperad. Havet är nära Agios Ioánnis Karousádon åt nordväst. Runt Agios Ioánnis Karousádon är det ganska tätbefolkat, med 96 invånare per kvadratkilometer. Närmaste större samhälle är Agios Georgis, 7,2 km söder om Agios Ioánnis Karousádon. 